# Liste mitzuführender Ausrüstungsgegenstände in Kraftfahrzeugen
Zu den mitzuführenden Ausrüstungsgegenständen in Kraftfahrzeugen zählen die von Lenkern eines mehrspurigen Kraftfahrzeugs (Auto, Autobus, Lastwagen usw.) verpflichtend mitzuführenden Ausrüstungsgegenstände von Kraftfahrzeugen im öffentlichen Straßenverkehr. Dabei werden hier nur Vorschriften, die gesetzlich fixiert sind, aufgeführt.

## Liste nach Ausstattung
Die Vorschriften darüber, mit welchen Fahrzeugen welche Ausrüstungsgegenstände mitgeführt werden müssen, sind national und je nach Fahrzeugart unterschiedlich.
AbschleppseilBosnien-Herzegowina, Mazedonien, Serbien, Slowakei
FeuerlöscherIn Belarus, Bulgarien, Estland, Griechenland, Lettland, Litauen, Moldau, Polen, Rumänien, Russland, der Türkei, der Ukraine in allen Fahrzeugen. In Belgien betrifft das nur dort zugelassene Fahrzeuge. Bei Gefahrguttransporten sowie bei in Österreich oder Deutschland zugelassenen Autobussen.
Handscheinwerferwindsicherer Handscheinwerfer (in Deutschland zugelassene Kraftomnibusse)
ErsatzlampenSkandinavische Länder, Kroatien, Spanien, sowie bei in Österreich zugelassenen Autobussen (bei Xenon- bzw. LED-Leuchten entfällt die Pflicht für die jeweiligen Leuchten)
ReserveradIn Albanien, Bosnien-Herzegowina und in Montenegro für Personenkraftwagen (in Kroatien, Serbien, der Slowakei, Slowenien, Spanien und Tschechien reicht ein Reifen-Reparaturset, sofern ein Reservereifen nicht serienmäßig vorhanden ist). Bei in Österreich zugelassenen Autobussen Pflicht.
SchneekettenEtwa Österreich, Norwegen, Slowenien für Kfz über 3,5 t in der Wintersaison, und vereinzelt auch andere Winterausrüstung wie Schneeschaufel in Kroatien und Serbien
SicherungenErsatzsicherungen für die elektrische Anlage bei in Österreich zugelassenen Autobussen
UnterlegkeilUnterlegkeile bei Anhängern und Kraftfahrzeugen über 3,5 t zulässiges Gesamtgewicht
VerbandkastenIn vielen europäischen Staaten, außer Frankreich, Italien und Spanien
WarndreieckWarndreieck/Pannendreieck, für Zypern zwei Warndreiecke; in Kroatien und Slowenien zwei Warndreicke für Fahrer und Gespannen, in Spanien für im Land zugelassenen Fahrzeugen, also auch Mietwagen.
WarnleuchteKraftfahrzeuge über 3,5 t zulässiges Gesamtgewicht
WarnwesteIn vielen Staaten für zweispurige Fahrzeuge verpflichtend, für einspurige Fahrzeuge nicht.
Weitreichender sind Ausrüstungen in spezialisierten Fahrzeugen, wie Feuerwehr oder Rettungskrankenfahrzeuge, Zivil- und Katastrophenschutz, sie unterliegen je nach Typ und Art, sowie den staatlichen Bedingungen gesonderten Vorschriften und Vorgaben.

## Liste nach Land
BelgienFür Belgien ist gesetzlich eine Warnweste in rot, gelb oder orange pro Fahrzeug vorgeschrieben. Das Nichtanlegen der Weste bei einem Ereignisfall hat ein Bußgeld zur Folge, das Nichtmitführen ist sanktionsfrei. Warndreieck und Verbandkasten müssen an Bord sein. Feuerlöscher ist bei dort immatrikulierten Fahrzeugen Pflicht.
FrankreichAuf französischen Straßen sind Warnweste und Warndreieck bei Autos vorgeschrieben. Seit Juli 2012 ist jeder Fahrzeughalter (außer mit zwei oder drei Rädern) in Frankreich angehalten (beim Fehlen ist kein Bußgeld fällig), ein Alkoholmessgerät mitzuführen, für Kraftfahrer im öffentlichen Personenverkehr muss eine elektronische Alkohol-Wegfahrsperre im Fahrzeug bestehen.
DeutschlandAuf deutschen Straßen sind folgende drei Gegenstände im Fahrzeug verpflichtend mitzuführen: Laut StVZO § 35h, Absatz 3 ein Verbandkasten, dessen Ablaufdatum nicht überschritten ist sowie gemäß StVZO § 53a, Abs. 2 ein Warndreieck. Der § 53a schreibt zudem seit 1. Juli 2014 eine Warnweste mit Kontrollkennzeichen EN 471 vor. Fehlt einer dieser Gegenstände bei einer Kontrolle gemäß § 31b StVZ, kann ein Bußgeld erhoben werden.
GriechenlandIn Griechenland gehören Warnweste, Warndreieck und Verbandkasten sowie ein Feuerlöscher ins Fahrzeug.
Großbritannien und NordirlandIn Großbritannien sind Pflichtinventar: Warnweste, Warndreieck und Verbandkasten.
ItalienIn Italien gilt außer für Motorräder eine Warnwestenpflicht. Ansonsten ist Warndreieck, Warntafel und Verbandkasten mitzuführen Pflicht.
KroatienKroatien schreibt Warnwesten für Auto- und Motorradfahrer vor, auch Verbandkasten, Warndreieck und Ersatzglühbirnen sind für Auto und Motorrad bindend.
ÖsterreichIn Österreich ist das Mitführen der verpflichtenden Gegenstände im Kraftfahrgesetz 1967 §§ 102 und 103 sowie anderen einschlägigen Transportgesetzen geregelt. „[In Österreich hat] der Lenker auf Fahrten Verbandzeug, das zur Wundversorgung geeignet und in einem widerstandsfähigen Behälter staubdicht verpackt und gegen Verschmutzung geschützt ist, sowie bei mehrspurigen Kraftfahrzeugen eine geeignete Warnvorrichtung mitzuführen.“ (§ 102 Abs. 10 KFG 1967) Für einspurige Fahrzeuge entfällt die Warnweste.
PolenIn Polen sind zwingend Verbandkasten, Warndreieck und ein Feuerlöscher vorgeschrieben.
SchweizFührerausweis, Fahrzeugausweis, Abgasdokument für Fahrzeuge ohne OBD-Fehlerspeicher, Pannendreieck, Autobahnvignette sofern Autobahnen benutzt werden.
SerbienIn Serbien besteht Warnwestenpflicht; Verbandkasten, Warndreieck, Abschleppseil, Ersatzlampenset und der Reservereifen sind Pflichtausrüstung.
SpanienIn Spanien gehören das Ersatzlampenset, dazu Warnweste für Panne oder Unfall, auch Reservereifen (sofern serienmäßig vorgesehen), Verbandkasten und Warndreieck zum Pflichtinventar.